# Комиссия по планированию (Индия)
Комиссия по планированию Индии — правительственное ведомство Индии, в задачи которого входила, наряду с другими функциями, разработка пятилетних экономических планов. Была учреждена 15 марта 1950 года первым премьер-министром страны Джавахарлалом Неру, ставшим также её первым председателем. Распущена в 2014 году решением премьера Нарендры Моди, заменившим её на агентство NITI Aayog.

## Функции
Комиссия по планированию Индии была создана:
- Для того чтобы сформулировать план для наиболее эффективного и сбалансированного использования ресурсов страны.
- Чтобы указать факторы, которые, как правило, тормозят экономическое развитие.
- Для определения условий, которые необходимо создать для успешного выполнения плана в рамках действующей общественно-политической ситуации в стране.
- Чтобы определить характер техники, необходимой для обеспечения успешной реализации каждого этапа плана во всех её аспектах.
- Чтобы время от времени давать необходимые рекомендации в отношении тех вещей, которые считаются необходимыми для облегчения выполнения этих функций. Такие рекомендации могут быть связаны с сложившимися экономическими условиями, текущей политикой, мерами и программами развития[5].